# یواس‌اس نونزر (دی‌یی-۱۵۰)
یواس‌اس نونزر (دی‌یی-۱۵۰) (به انگلیسی: USS Neunzer (DE-150)) یک کشتی بود که طول آن ۳۰۶ فوت (۹۳ متر) بود. این کشتی در سال ۱۹۴۳ ساخته شد.